# 科拉賽區
5°58′40″S 79°04′08″W / 5.9779°S 79.0689°W
科拉賽區（西班牙語：Distrito de Colasay），是秘魯的一個區，位於該國北部卡哈馬卡大區的哈恩省，面積735.7平方公里，海拔高度1,775米，2005年人口12,088，人口密度每平方公里16人。